# 桃太郎大通り
桃太郎大通り（ももたろうおおどおり）は、岡山県岡山市北区の岡山駅前と岡山電気軌道城下駅 （しろした）を結ぶ延長約1kmの目抜き通り。いわゆる駅前通りとしての性格を持つ。

## 概要
全線において、電線類地中化や歩道のタイル舗装化が施されている。また中央分離帯には岡山電気軌道の併用軌道と柱が設置されている。柱は架線と照明の機能を兼ね備えており、架線部分は「吊り橋」が、照明部分は「桃」がそれぞれデザインされている。
また、クリスマスの季節になると、大通り両岸の木々にイルミネーションがつけられ、クリスマス気分をかき立てる演出をしている。
全線において、駐車禁止と最高速度40km/hの規制が敷かれている。特に駐車禁止については、「重点路線」と書かれた補助標識も設置されている。

## 路線データ
- 起点：岡山県岡山市北区駅元町（JR岡山駅東口）
- 終点：岡山県岡山市北区丸の内一丁目（城下交差点）
- 総延長：1.1km
- 幅員：50m[1]
  - 歩道：9.90m×2
  - 路肩：2.40m×2
  - 車道：9.75m×2
  - 軌道：2.20m×2
  - 中央帯：1.50m
- 車線数：4〜6車線
- 最高速度：40km/h

## 構成する道路
- 岡山県道42号岡山停車場線
岡山市北区駅元町 - 北区野田屋町一丁目（柳川交差点）までの区間。
- 岡山県道27号岡山吉井線（一部）
岡山市北区野田屋町一丁目（柳川交差点） - 北区丸の内一丁目（城下交差点）までの区間。

## 交差する道路
- 上側が西側、下側が東側。左側が南側、右側が北側。
- 交差する道路の特記がないものは市道。

| 交差する道路                     | 交差する道路                                         | 交差する場所 |
| -------------------------------- | ---------------------------------------------------- | ------------ |
| 岡山駅東口                       |                                                      |              |
| ＜市役所筋＞                     |                                                      |              |
| ＜西川緑道公園筋＞               |                                                      |              |
| 国道53号（国道180号） ＜柳川筋＞ | 国道53号（国道180号、県道27号岡山吉井線） ＜柳川筋＞ | 柳川         |
| 県道27号岡山吉井線 ＜城下筋＞    | 県道400号後楽園線 後楽園方面 ＜城下筋＞              | 城下         |
| 岡山城方面 ＜烏城みち＞          |                                                      |              |

## 沿道施設
JR岡山駅の東側の商業地域であり、数多くの商店・機関が立ち並ぶ。
- 成通岡山ビル（旧岡山会館ビル）
  - ビックカメラ岡山駅前店、ダイワロイネットホテル
- みずほ証券岡山支店
- ICOTNICOT（旧ダイエー岡山店→ドレミの街）
- 明治安田生命岡山ビル
- 岡山高島屋
- マクドナルド岡山駅前店
- 岡山ワシントンホテル
- 岡山桃太郎大通りビル
- グロップ岡山駅前ビル
- ルミノ平和町
- 西川緑道公園筋
- 岡山シンフォニーホール
- 岡山表町商店街
- 岡山中央警察署柳川交番
- 両備不動産カンパニー
- 大同生命ビル
- 太陽生命岡山ビル
- グレースタワー、グレースタワー2
  - 三菱UFJ銀行岡山支店・岡山駅前支店
- トマト銀行岡山駅前支店
- 中国銀行岡山駅前支店
- 三井住友銀行岡山支店
- 明治安田生命ビル
- 広島銀行岡山支店
- 日本経済新聞岡山支局
- 路面電車・岡山電気軌道東山本線 岡山駅前駅、西川緑道公園停留場、柳川停留場、城下停留場